# 岡谷惣助 (10代目)

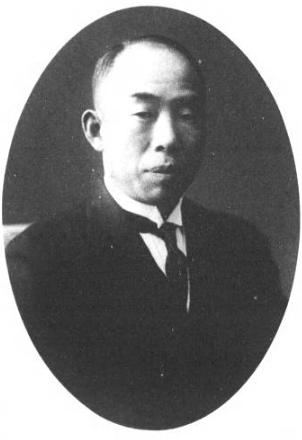
岡谷惣助 (10代目)

岡谷 惣助（おかや そうすけ、1887年8月19日 - 1965年4月14日）は、日本の実業家。岡谷鋼機設立者で、同社代表取締役社長や、名古屋商工会議所会頭を務めた。素封家として知られる。旧名岡谷 清治郎。

## 来歴・人物
愛知県名古屋市白壁出身。1906年愛知県名古屋商業学校（現名古屋市立名古屋商業高等学校）卒業。家業を引き継いで岡谷保産合名（現岡谷鋼機）を設立し、同社社長を務めた。1927年第3代愛知発明協会会長。1933年第10代名古屋商工会議所会頭。

## 親族
父は九代目岡谷惣助。いずれも岡谷鋼機社長を務めた岡谷正男や岡谷康治は子。二女は物理学者嵯峨根遼吉の妻。岡谷篤一は孫。姉・貞の夫に伊藤祐民。